# Europa Orbiter
Europa Orbiter — предлагаемый НАСА проект миссии к спутнику Юпитера Европе, был отменён в 2002 году. Главными целями являлось определение наличия или отсутствия океана под слоем поверхностного льда и выбора мест посадки спускаемых аппаратов будущих миссий. Наличие последнего подтверждено с помощью АМС Галилео, запущенного в 1989 году и проработавшего до 2003 года. 
Результаты разработки Europa Orbiter были использованы для Jupiter Europa Orbiter, части международной миссии Europa Jupiter System Mission (EJSM), которую предполагалось запустить в 2020 году. EJSM была отменена в 2011 году.
Проект Europa Orbiter не стоит путать с Jovian Europa Orbiter, проектом, разрабатываемым Европейским Космическим Агентством, который окончательно заменил EJSM.